# Eşkıya
Eşkıya (turc: el bandit) és una pel·lícula turca del 1996 escrita i dirigida per Yavuz Turgul i protagonitzada per Şener Şen  i Uğur Yücel.
Segons el director, la pel·lícula, que tracta sobre un bandoler que arriba a Istanbul després de complir una condemna de 35 anys de presó, "combina elements de contes de fades alhora que porta la noció de realitat dins d'una història de ficció".
La pel·lícula és molt popular a Turquia, on va atreure 2 milions i mig d'espectadors i a Alemanya, on va guanyar un Premi Bogey. La pel·lícula es considera exclusivament com el salvador i el punt d'inflexió del cinema turc que va ser desesperadament lluitant contra les pel·lícules estrangeres des de la dècada de 1980 i amb dificultats per atreure el públic nacional.
Va ser l'entrada oficial de Turquia per a l'Oscar a la millor pel·lícula de parla no anglesa als Premis Oscar de 1997.

## Argument
Després de complir una condemna de 35 anys de presó, Baran (interpretat per Şener Şen), un eşkıya (un bandoler, un haydut en turc), és alliberat de la presó d'una ciutat de l'Est de Turquia. En tornar al poble d'origen és testimoni del fet que el món ha canviat dràsticament durant aquests anys, amb el mateix poble sota l'aigua després de la construcció d'una presa. Llavors també descobreix que la persona que va dirigir la traïció que el va portar a la presó va ser en Berfo (Kamuran Usluer), un amic que abans li havia estat més íntim que un germà. Per tal d'aconseguir Keje (Sermin Şen), l'amor de Baran, Berfo es va apoderar de l'or del seu millor amic i va fer arrestar Baran pels gendarmes a la Cudi Dağı. Aleshores, Berfo va comprar Keje al seu pare contra la seva voluntat i va desaparèixer. Segons el rumor, es troba a Istanbul.
Mentre viatja a Istanbul amb tren, en Baran coneix a Cumali (Uğur Yücel), un jove. Cumali es va criar als carrerons de Beyoğlu, la seva vida girava al voltant de bars, locals de joc, alcohol, droga i dones. Cumali somia amb unir-se a la màfia i fer-la gran. Porta en Baran a un hotel en ruïnes als carrerons de Beyoğlu. Al cap d'un temps, Cumali i els seus amics descobreixen que en Baran abans era un bandoler, però no s'ho poden prendre seriosament. Els somnis de Cumali d'una nova vida inclouen Emel (Yeşim Salkım), la seva xicota. L'Emel té un germà condemnat, Sedat (Özkan Uğur), que té problemes amb els altres presoners de la seva presó. La seva vida està en perill i necessita una gran quantitat de diners per sortir. La Cumali promet a l'Emel que aconseguirà els diners per al seu germà el més aviat possible. Així, quan s'ocupa d'un transport de drogues per a la màfia, roba una quantitat, suficient per assegurar-se la fugida de Sedat i també més tard per posar-lo en problemes amb Demircan (Melih Çardak), el cap de la màfia.
Mentrestant, el bandoler travessa Istanbul desconcertat, perdut en un món totalment alienígena, sense saber per on començar a buscar la dona que estima i l'enemic mortal que l'ha robat. Al cap d'uns dies veu en Berfo per televisió, ara com un poderós empresari amb el nom canviat.

## Repartiment
- Şener Şen com a Baran
- Uğur Yücel com a Cumali
- Sermin Şen com a Keje
- Yeşim Salkım com a Emel
- Kamran Usluer com a Berfo
- Ülkü Duru com a mare d’Emel
- Özkan Uğur com a Sedat
- Necdet Mahfi Ayral com a Andref Miskin
- Kayhan Yıldızoğlu com a Artista Kemal
- Güven Hokna com a Sevim
- Kemal İnci com a Mustafa
- Melih Çardak com a Demircan
- Settar Tanrıöğen com a noia Naci
- Celal Perk com a Deli Selim
- Ümit Çırak com a Cimbom

## Recepció

### Comentaris
Sandra Brennan, escrivint a Allmovie, la descriu com un "accionista romàntic i trepidant", però finalment va donar a la pel·lícula només dos dels cinc possibles. estrelles, mentre que Rekin Teksoy, escrivint a Turkish Cinema, afirma: "La narrativa de Turgul va impregnar-se de tristesa entrellaçada en elements de pel·lícules d'acció i clips de televisió nord-americans", "presta molta atenció als detalls" i "es basa en la tradició de llegendes que es troben a la literatura oriental".

### Premis
- 1997 Premis Bogey (Guanyat)
- 1998 Festróia - Festival Internacional de Cinema de Tróia- Golfinho de Ouro: Yavuz Turgul (Guanyat[7]